# Kaple Panny Marie Lurdské (Jizbice)
Kaple Panny Marie Lurdské je římskokatolická kaple v Jizbici, místní části Náchoda.

## Historie
Stavba kaple byla zahájena v roce 1898 a slavnostně byla vysvěcena 30. července 1899 v 10 hodin náchodským děkanem p. Janem Němečkem, jak se lze dočíst z pamětní listiny o posvěcení vyvěšené v kapli. V roce 1987 byla provedena oprava oplechování, nátěr střešní krytiny a nová elektroinstalace. V roce 1999 byla proveden nový nátěr fasády, byl vymalován interiér a položen nový koberec.

## Bohoslužby
Pouť se koná poslední neděli v červnu, posvícení první neděli po 28. září (svátku sv. Václava). V květnu se konají třikrát týdně májové pobožnosti.